# Aurora 17

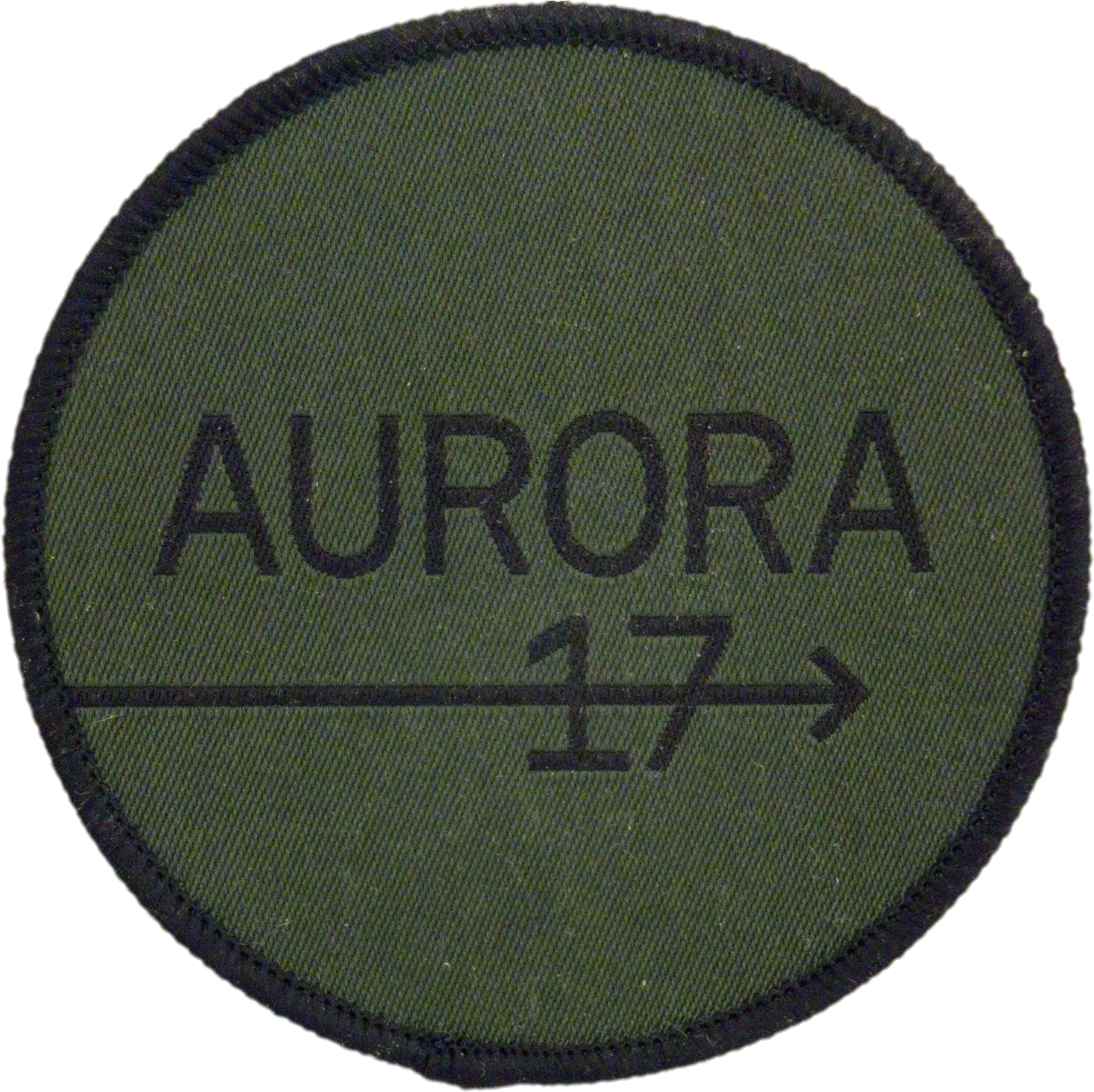
Tilläggsmärket till stridsuniformen som bars av personalen som deltog i övningen

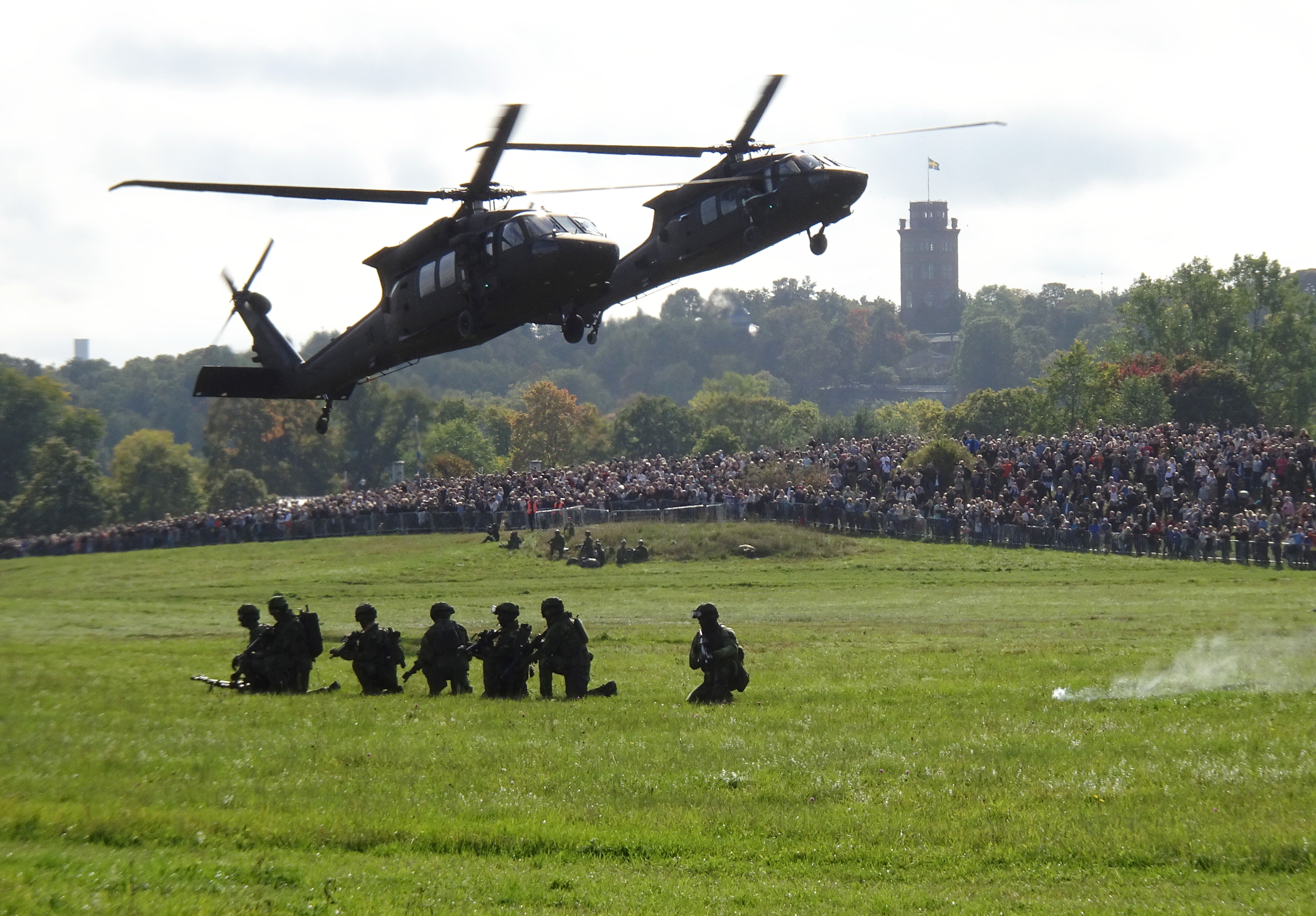
Övningen Aurora 17 på Gärdet i Stockholm.

Aurora 17 (FMÖ 17) var en försvarsmaktsövning i Sverige som pågick 11–29 september 2017. Övningen var den största försvarsmaktsövningen i Sverige sedan 1993.

## Bakgrund

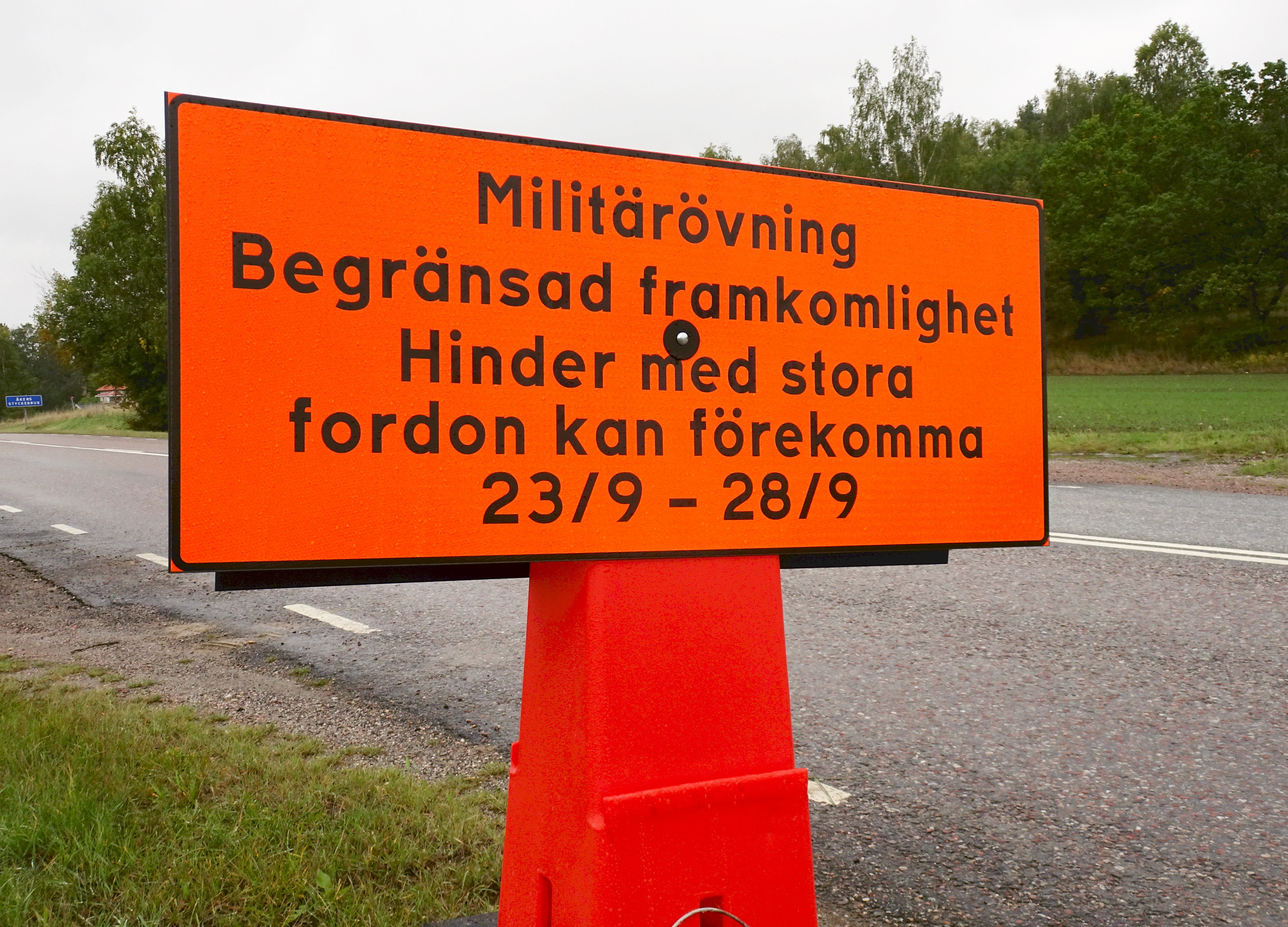
Aurora 17 skylt vid Åkers styckebruk, Södermanland.

Aurora 17 var en svensk övning, där Försvarsmakten bjöd in civila myndigheter samt ett antal utländska deltagare. Övningen syftade till att öva samtliga delar inom Försvarsmakten och Totalförsvaret, för att uppnå ett bättre försvar av Sverige och dess befolkning. Sveriges regering fattade beslut om att genomföra försvarsövningen, där Sverige var värdnationen för samtliga deltagande utländska förband, vilka leddes av Sveriges överbefälhavare.
Samtliga stridskrafter och fler än 19 000 militärer, varav en fjärdedel från Hemvärnet, kom att delta. Dessutom deltog ett flertal myndigheter i Aurora 17. USA, Frankrike, Danmark, Estland, Finland, Norge och Tyskland deltog med egna förband vid övningen; den totala numerären av utländska soldater uppgick till cirka 1 500. Övningsområdet täckte hela Sverige men kom främst att påverka Mälardalen, Stockholm, området på och runt Gotland samt Göteborg.
Övningen var den största, och även den första försvarsmaktsövningen som hållits sedan Orkan 1993 (FMÖ 93). Kostnaden för övningen uppskattas till 583 miljoner kronor. Samtidigt som Aurora 17 genomfördes den ryska storövningen Zapad 17 (Väst 17).

## Protester
Övningen motarbetades av föreningar, partier och tankesmedjor som protesterade i nätverket Stoppa Aurora 17 bestående av 30-talet organisationer. För nätverket talade bland andra Sven Wollter och Gudrun Schyman samt uppträdanden av artister som Nynningen och Mikael Wiehe.
Ett annat nätverk vid namn Stoppa Aurora organiserades av bland annat Kristna Fredsrörelsen, Ofog, Svenska freds- och skiljedomsföreningen, Svenska Fredskommittén och Sveriges fredsråd.
De protesterande har kallat övningen en "krigsövning" och "Natoövning" samt påstått att de svenska förbanden stått under utländskt befäl i sociala medier, i strid med faktumen att Sveriges regering beslutat om övningen och Sveriges ÖB leder både svenska och utländska förband.

## Olyckor
- Den 26 september krockade ett stridsfordon av typen pansarterrängbil 360 som deltog i Auroraövningen med ett persontåg utanför Västerljung. Tre av soldaterna som färdades i terrängbilen skadades och fick föras till sjukhus.[9] Även lokföraren på tåget skadades lindrigt.[10]

## Bilder
Övningen avslutades med uppvisning och utställning på Gärdet i Stockholm den 24 september 2017.

Uppvisningen
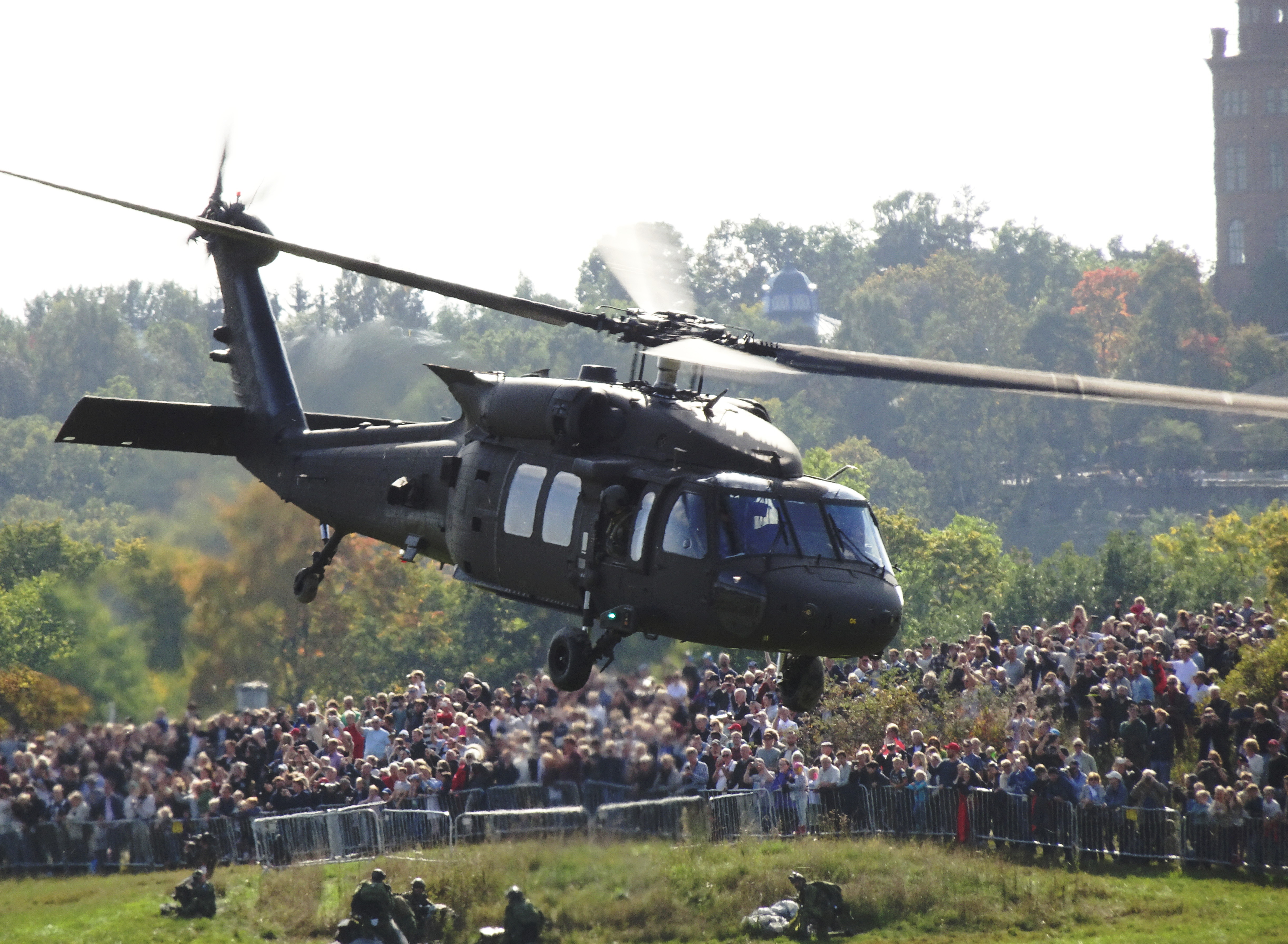
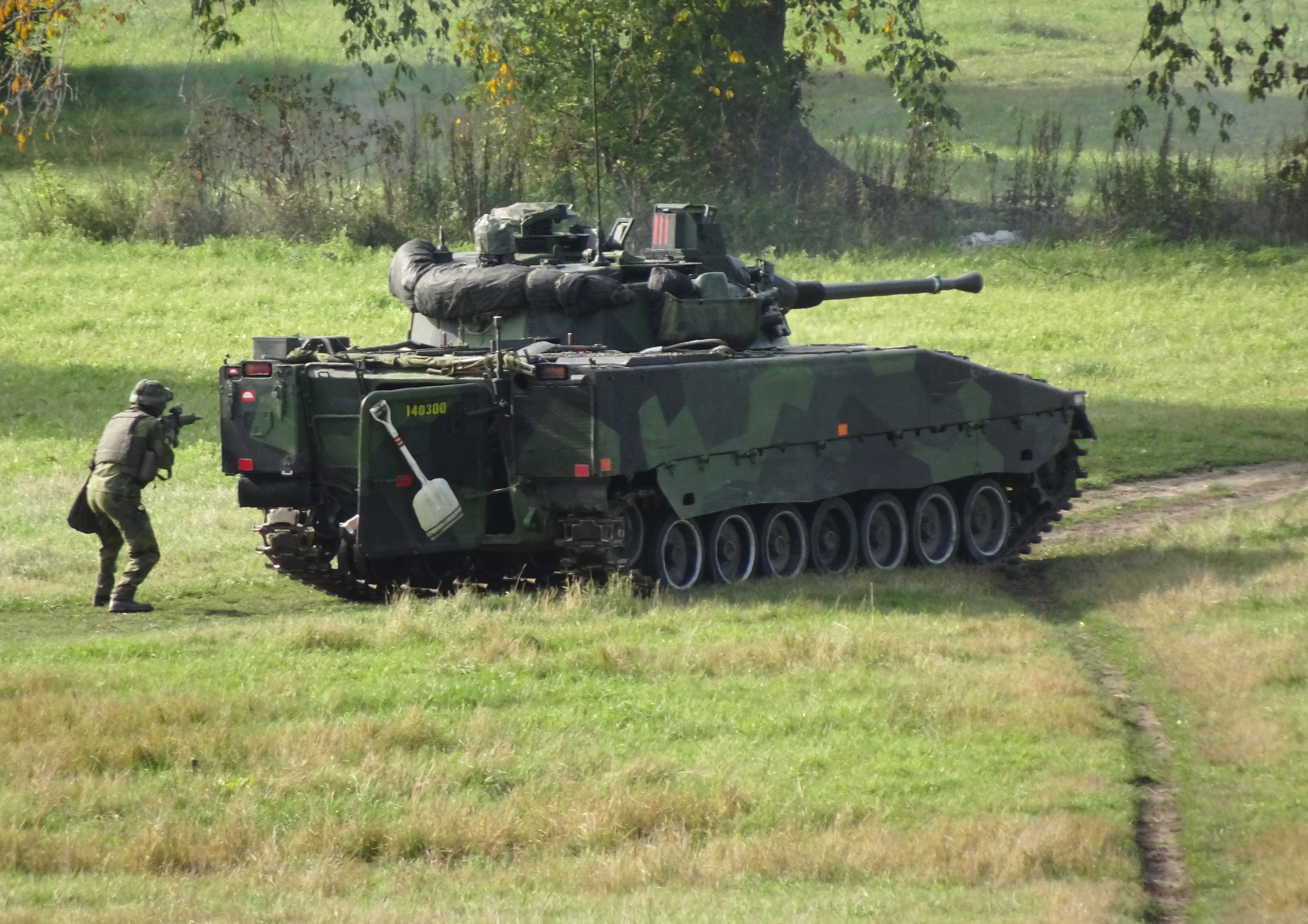
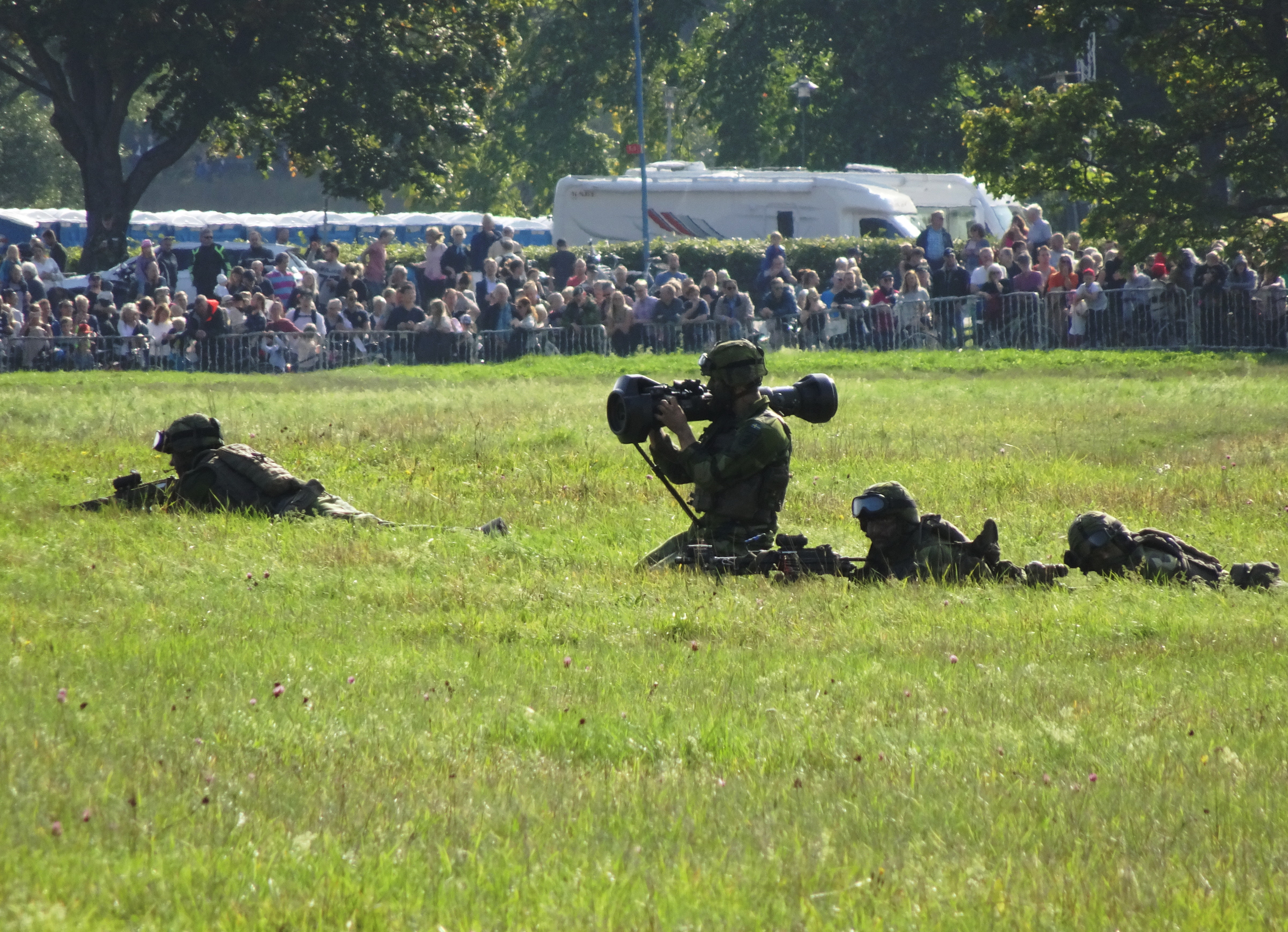
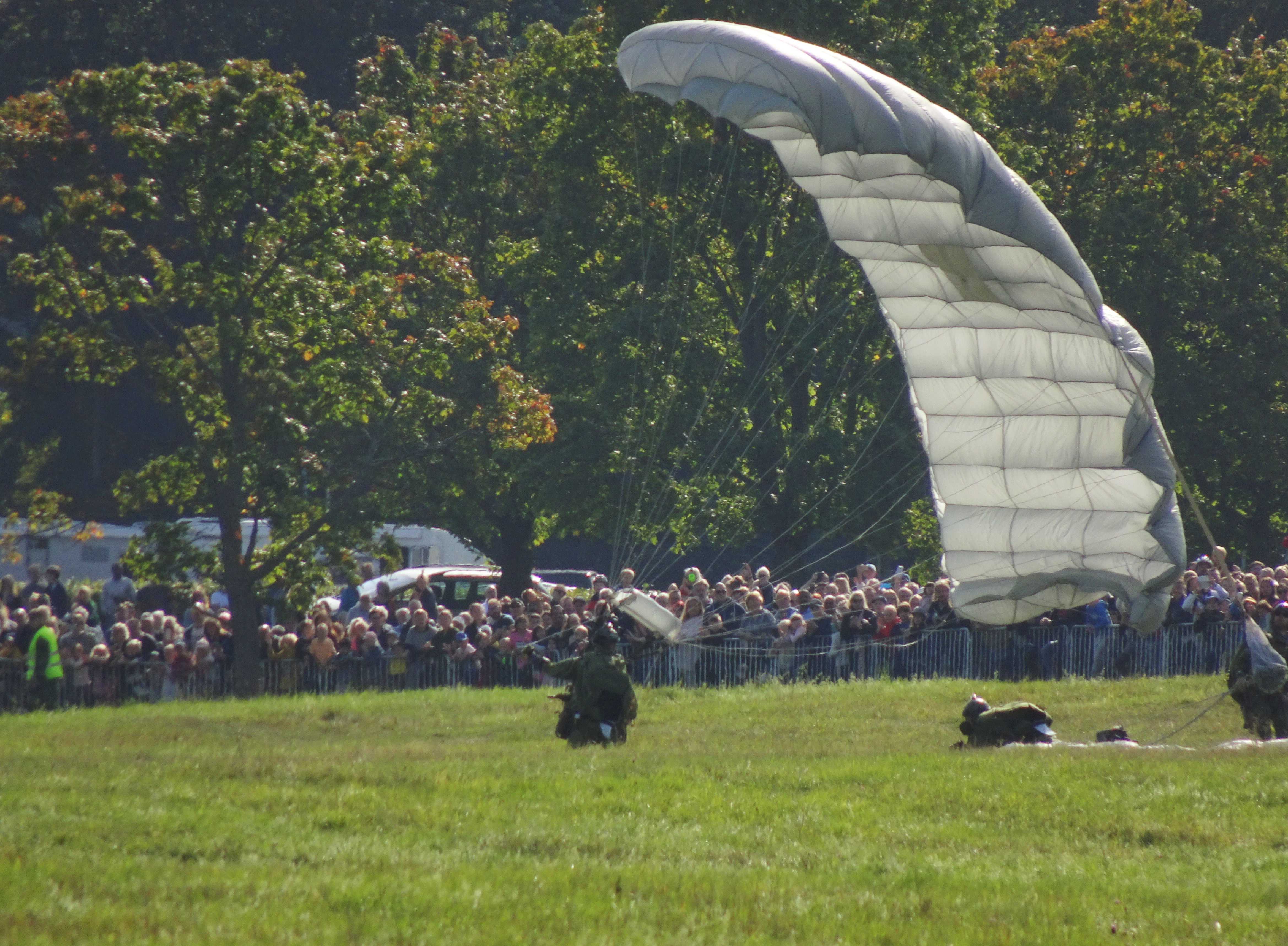
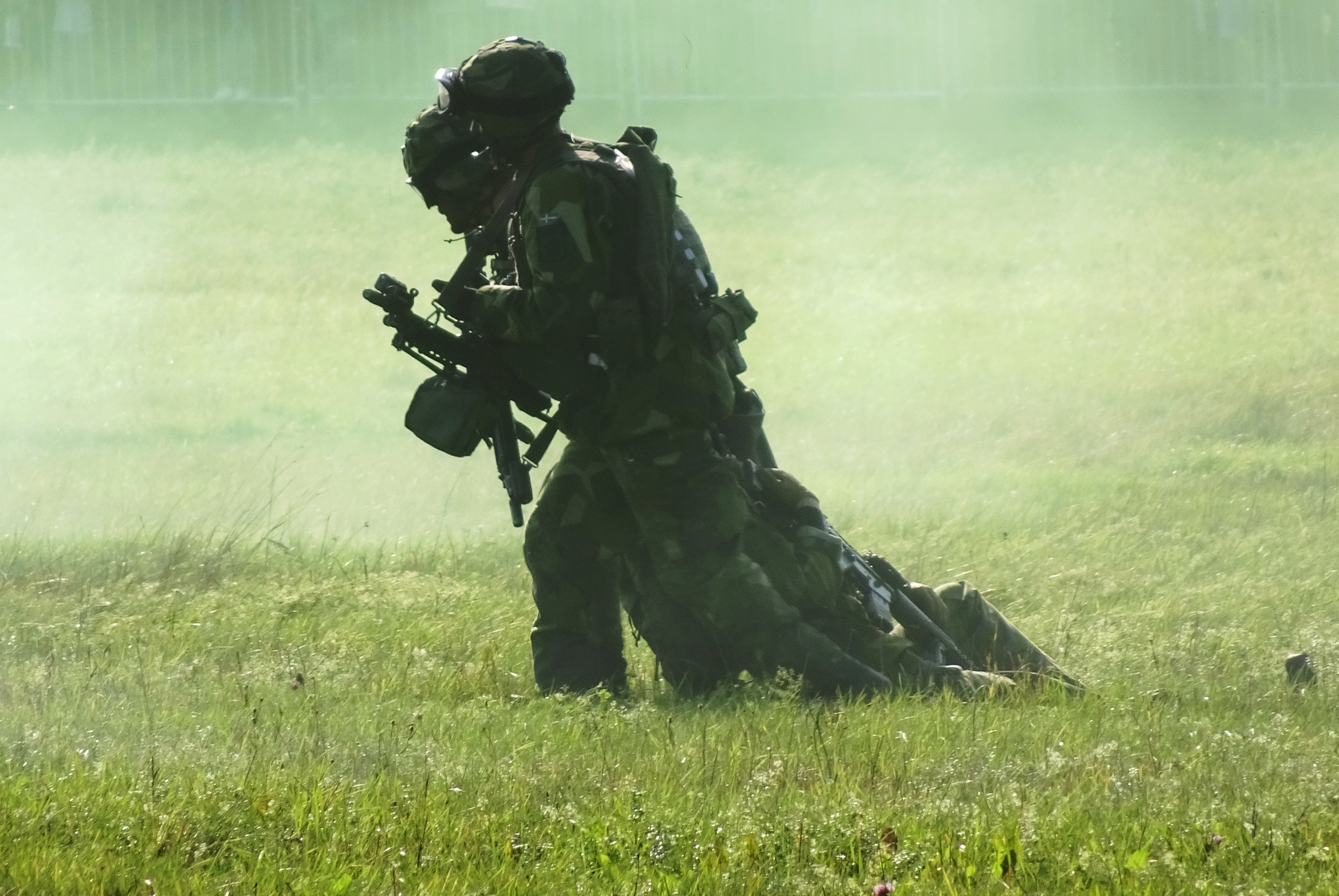

Utställningen
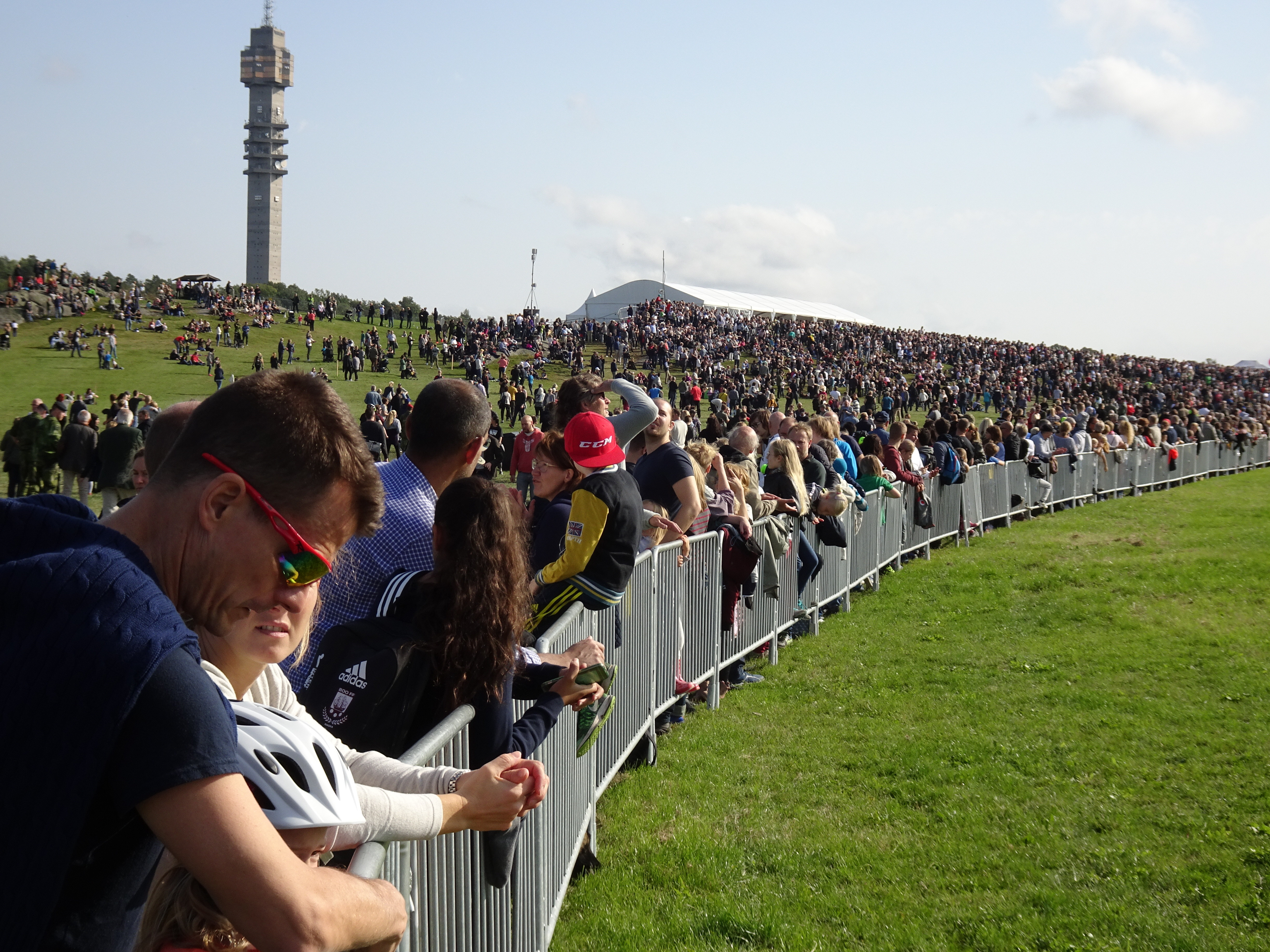
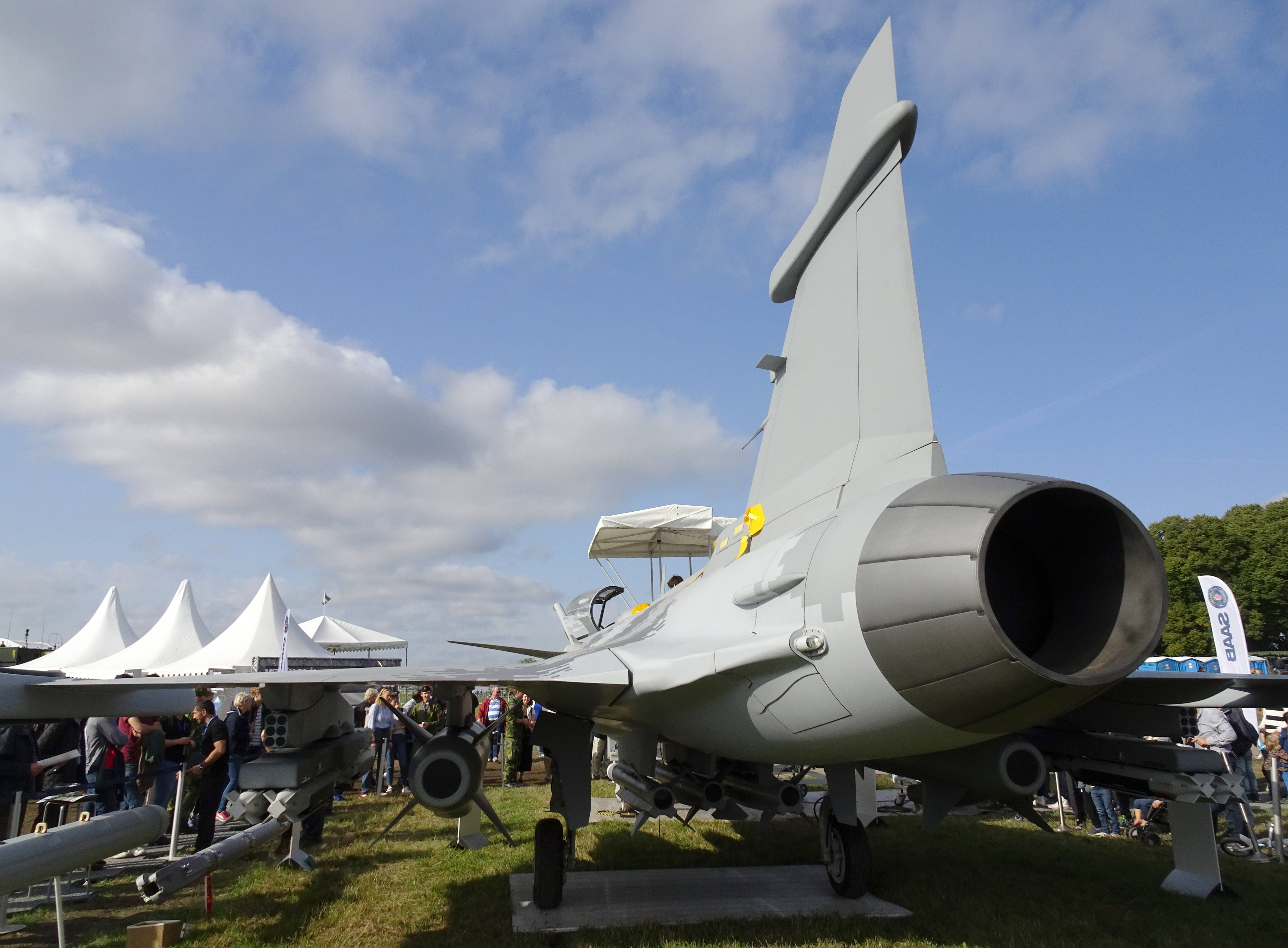
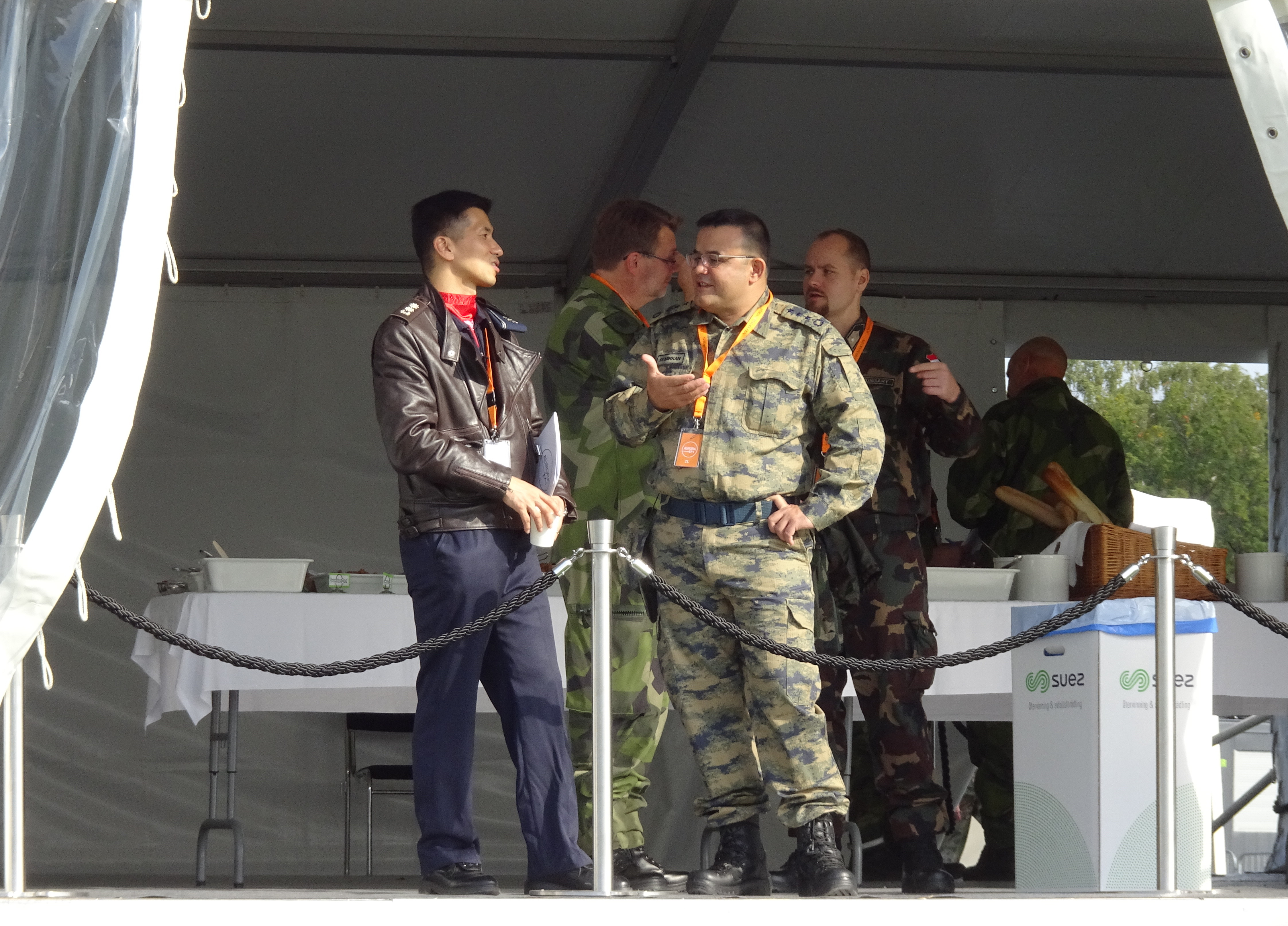
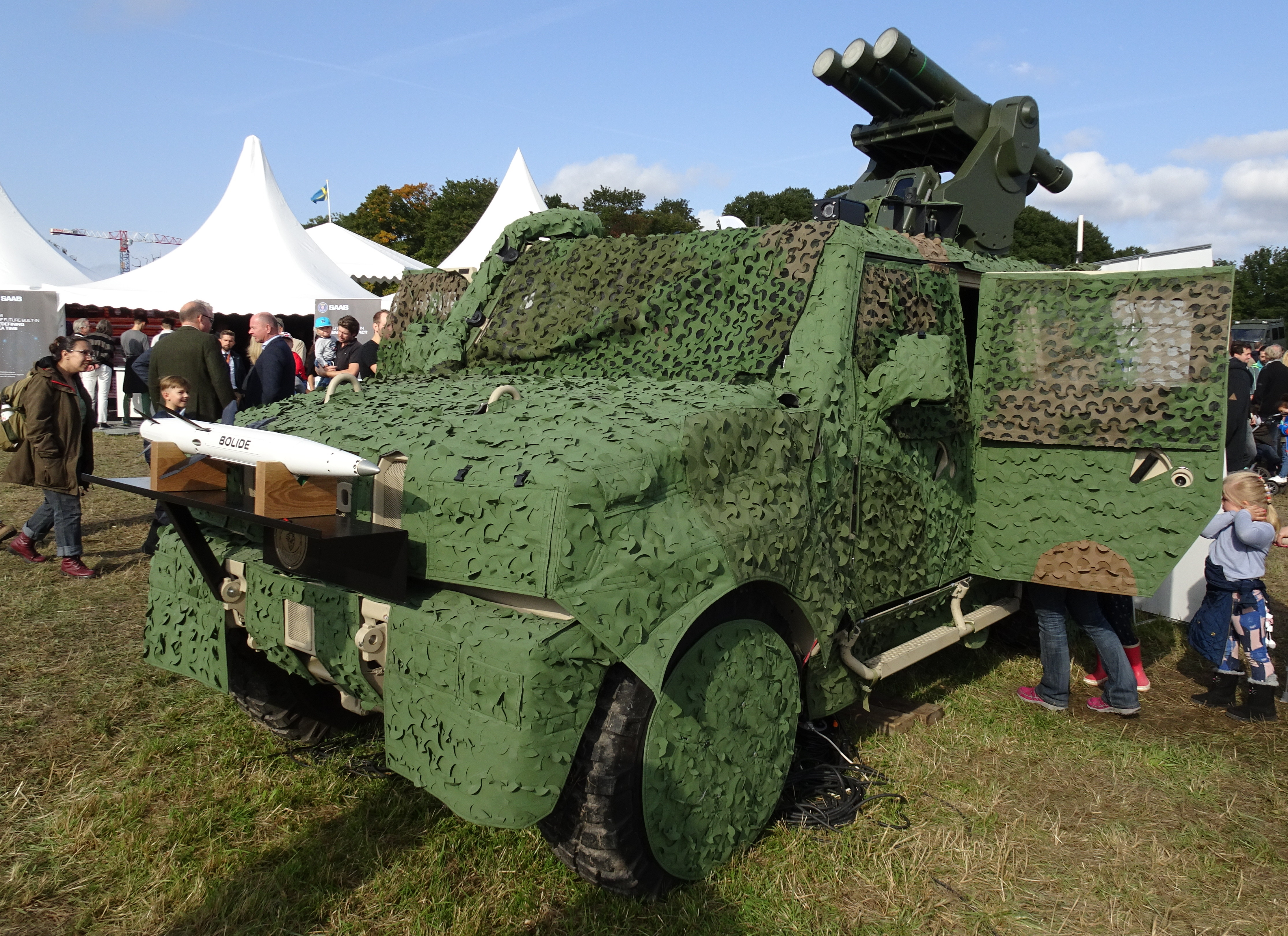
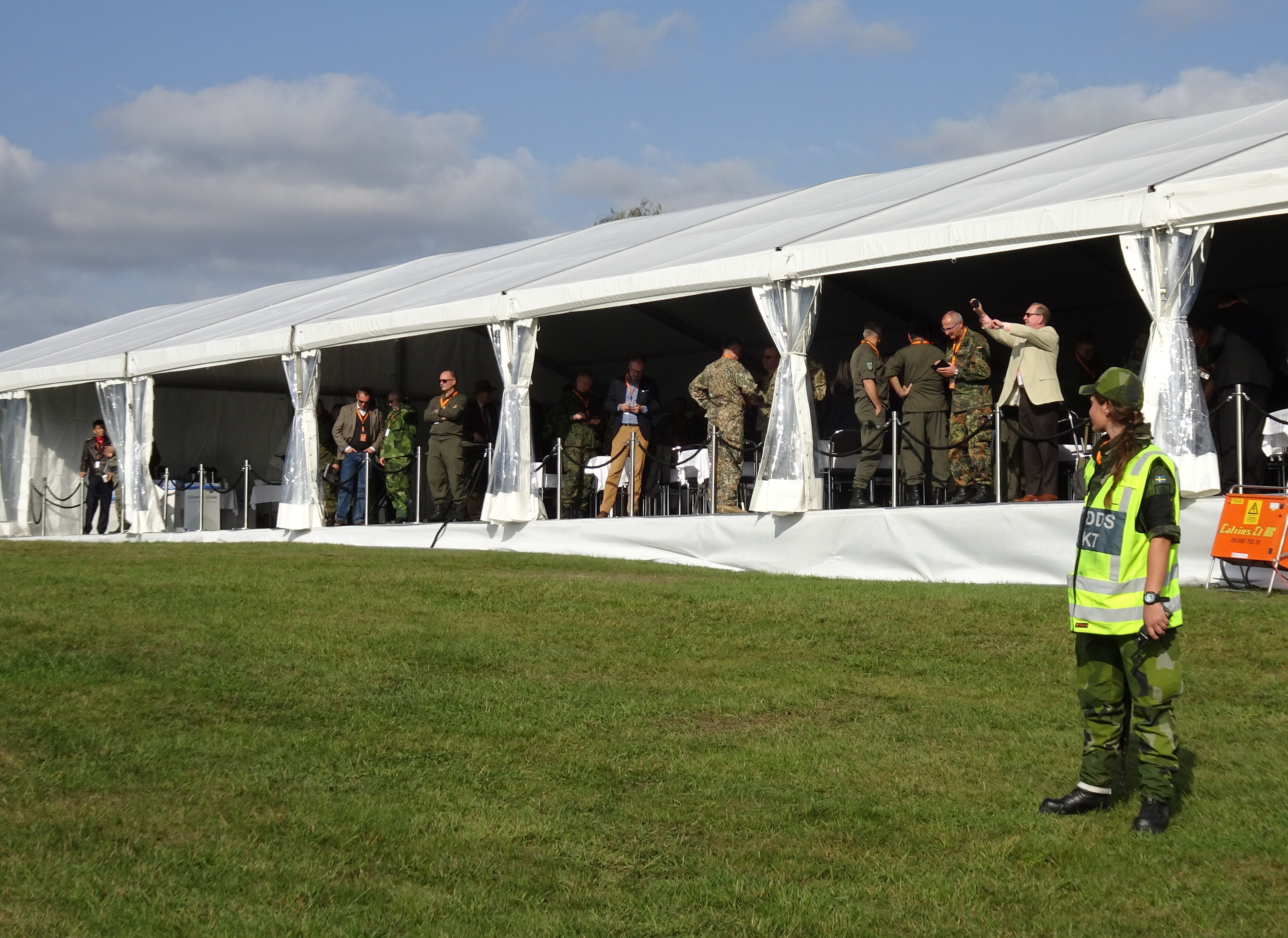